# Skhodnia
Skhodnia (en russe : Сходня) est une ville de l'oblast de Moscou, en Russie, située sur la rivière du même nom a environ 12 km au nord-ouest de Moscou. Le 15 septembre 2004, elle a été fusionnée avec la ville de Khimki.